# Alessandro Puzar
Alessandro Puzar   (Ceva, 19 de novembre de 1968), conegut també com a Alex Puzar, és un ex-pilot de motocròs italià, dues vegades Campió del Món i guanyador del Motocross des Nations l'any 2002 com a membre de l'equip italià.

## Trajectòria esportiva
Puzar va començar a pilotar motocicletes de motocròs a 13 anys. El 1986 va guanyar el SuperBowl de Gènova i la Coppa Mille Dollari (prova que tornà a guanyar el 1991). El 1988 obtingué la seva primera victòria en Gran Premi, al mundial de 125cc amb una KTM i acabà en quarta posició final. El 1989 entrà a formar part de l'equip de Michele Rinaldi i, pilotant la Suzuki, esdevingué subcampió del món de 125cc rere Trampas Parker.
El 1990 passà a la categoria de 250cc amb les Suzuki de Rinaldi i aconseguí el seu primer títol mundial, vencent al Gran Premi dels Països Baixos (Markelo) i al d'Itàlia (Maggiora, en una mànega del qual remuntà de la darrera a la quarta posició final). El 1991 una lesió al genoll li impedí de renovar el títol, que guanyà Parker. Puzar tornà a triomfar el 1995 quan, tot pilotant una Honda de l'equip de Corrado Maddii, aconseguí el títol dels 125cc després d'un duel amb Alessio Chiodi que no es dilucidà fins al darrer Gran Premi, a Alemanya (Reil).
El 1997 passà a pilotar la TM i reedità el seu duel amb Chiodi, quedant aquesta vegada subcampió. El 1999 intentà esdevenir el segon pilot del món, després d'Eric Geboers, a conquerir un títol mundial en totes tres categories: passà als 500cc amb una Yamaha, un altre cop al team Rinaldi; després d'un començament esperançador a França, es lesionà i acabà la temporada en vuitè lloc. El títol l'acabà guanyant el seu company d'equip Andrea Bartolini.
El 2002 aconseguí la darrera victòria en un Gran Premi, concretament el de Bulgària de 125cc (a Sevlievo) amb una Husqvarna. El mateix any guanyà, formant equip amb Bartolini i Chiodi, el Motocross des Nations.

## Palmarès internacional
| Any          | Motocicleta  | Campionat del Món | Campionat del Món | Campionat del Món | MXDN |
| Any          | Motocicleta  | 500cc             | 250cc             | 125cc             | MXDN |
| ------------ | ------------ | ----------------- | ----------------- | ----------------- | ---- |
| 1988         | KTM          | -                 | -                 | 4t                |      |
| 1989         | Suzuki       | -                 | -                 | 2n                |      |
| 1990         | Suzuki       | -                 | 1r                | -                 |      |
| 1991         | Suzuki       | -                 | 3r                | -                 |      |
| 1992         | Yamaha       | -                 | 4t                | -                 |      |
| 1993         | Yamaha       | -                 | 10è               | -                 |      |
| 1994         | Kawasaki     | -                 | 19è               | -                 |      |
| 1995         | Honda        | -                 | -                 | 1r                |      |
| 1996         | Honda        | -                 | 13è               | -                 |      |
| 1997         | TM           | -                 | -                 | 2n                |      |
| 1998         | TM           | -                 | -                 | 3r                |      |
| 1999         | Yamaha       | 8è                | -                 | -                 |      |
| 2000         | Yamaha       | -                 | -                 | 12è               |      |
| 2001         | Husqvarna    | -                 | -                 | 10è               |      |
| 2002         | Husqvarna    | -                 | -                 | 5è                | 1r   |
| Total títols | Total títols | 0                 | 1                 | 1                 | 1    |
|              |              | 2 mundials        |                   |                   |      |

1. ↑  La classificació consignada a MXDN fa referència a la posició final obtinguda per l'equip estatal